# Lew Alexandrowitsch Beresner
Lew Alexandrowitsch Beresner (russisch Лев Александрович Березнер; * 6. Juni 1970 in Obninsk) ist ein ehemaliger russischer Fußballspieler.

## Leben und Karriere
Lew Beresner wurde 1970 in Obninsk geboren. Er besuchte die dortige Fußballschule und wechselte schließlich zu Dynamo Moskau, für deren zweite Mannschaft er in den Folgejahren spielte. 1991 wechselte er zu Dinamo Suchum, in die Perwaja Liga, die damals zweithöchste Spielklasse des Landes. Mit der Auflösung der Sowjetunion wechselte Beresner in die nun unabhängige Ukraine und wurde vom FSK Bukowina Czernowitz verpflichtet. Nach dem Ende der Saison wechselte er dann zu Tschernomorez Noworossijsk. Dort sollte er die erfolgreichste Zeit seiner Karriere verbringen und wurde in insgesamt fast 200 Ligaspielen eingesetzt. 1998 erlitt Beresner bei einem Training eine Fußverletzung, durch die er für einige Zeit pausieren musste. Er konnte nicht mehr an seine alten Leistungen anknüpfen und wurde 1999 von Trainer Oleg Dolmatow aus der Mannschaft aussortiert.
2000 wollte Beresner seine Karriere ursprünglich bei Amkar Perm oder Anschi Machatschkala fortsetzen, stand dann aber kurz vor einer Vertragsunterzeichnung bei ZSKA Moskau. Als diese dann doch nicht zu Stande kam, beendete Beresner seine Fußballkarriere.
Später studierte Beresner an der Staatlichen Universität für Management in Moskau und arbeitete in der Lokalpolitik in seiner Heimatstadt Obninsk.